# Martina Fassina (1999)
Martina Fassina (Castelfranco Veneto, 7 aprile 1999) è una cestista italiana.
Guardia-ala di 183 cm, ha militato in Serie A1 con San Martino fino alla stagione 2017-18, per poi passare al Famila Schio.

## Carriera
Debutta in Serie A1 il 25 ottobre 2015 sul campo del GEAS giocando 4 minuti.
Nella stagione 2016-17 aumenta il suo minutaggio contribuendo al raggiungimento dei playoff. Il Fila viene però eliminato ai quarti di finale da Ragusa.
Nell'anno 2017-18 contribuisce alla qualificazione alla Final four di Coppa Italia.
Nella stagione 2018-19 passa al Famila Schio con cui conquista la Supercoppa italiana e lo scudetto.
Nell'estate 2020 si trasferisce in Polonia al AZS Lublin.

## Statistiche

### Presenze e punti nei club
Statistiche aggiornate al 30 giugno 2018.
| Stagione        | Squadra                | Competizione    | Partite | Partite | Partite | Statistiche tiro | Statistiche tiro | Statistiche tiro | Altre statistiche | Altre statistiche | Altre statistiche | Altre statistiche | Altre statistiche |
| Stagione        | Squadra                | Competizione    | Pres.   | Titol.  | Minuti  | Tiri da 2        | Tiri da 3        | Liberi           | Rimb.             | Assist            | Rubate            | Stopp.            | Punti             |
| --------------- | ---------------------- | --------------- | ------- | ------- | ------- | ---------------- | ---------------- | ---------------- | ----------------- | ----------------- | ----------------- | ----------------- | ----------------- |
| 2014-2015       | Sistema Rosa Pordenone | Serie A3        | 5       | 1       | 76      | 3/7              | 2/7              | 3/8              | 14                | 5                 | 9                 | 2                 | 15                |
| 2015-2016       | Fila San Martino       | Serie A1        | 21      | 2       | 101     | 9/19             | 1/5              | 3/6              | 18                | 5                 | 5                 | 0                 | 24                |
| 2016-2017       | Fila San Martino       | Serie A1        | 24      | 4       | 429     | 30/66            | 7/31             | 12/18            | 61                | 20                | 28                | 0                 | 93                |
| apr. 2017       | Fanola San Martino     | Serie A2        | 3       | 3       | 96      | 8/24             | 1/10             | 4/4              | 16                | 5                 | 6                 | 0                 | 23                |
| 2017-2018       | Fila San Martino       | Serie A1        | 24      | 1       | 480     | 32/75            | 9/28             | 26/36            | 60                | 30                | 25                | 2                 | 117               |
| Totale carriera | Totale carriera        | Totale carriera | 77      | 11      | 1182    | 82/191           | 20/81            | 48/72            | 169               | 65                | 73                | 4                 | 272               |

### Cronologia presenze e punti in nazionale
| Cronologia completa delle presenze e dei punti in Nazionale - Italia | Cronologia completa delle presenze e dei punti in Nazionale - Italia | Cronologia completa delle presenze e dei punti in Nazionale - Italia | Cronologia completa delle presenze e dei punti in Nazionale - Italia | Cronologia completa delle presenze e dei punti in Nazionale - Italia | Cronologia completa delle presenze e dei punti in Nazionale - Italia | Cronologia completa delle presenze e dei punti in Nazionale - Italia | Cronologia completa delle presenze e dei punti in Nazionale - Italia |
| Data                                                                 | Città                                                                | In casa                                                              | Risultato                                                            | Ospiti                                                               | Competizione                                                         | Punti                                                                | Note                                                                 |
| -------------------------------------------------------------------- | -------------------------------------------------------------------- | -------------------------------------------------------------------- | -------------------------------------------------------------------- | -------------------------------------------------------------------- | -------------------------------------------------------------------- | -------------------------------------------------------------------- | -------------------------------------------------------------------- |
| 1-6-2021                                                             | Mulhouse                                                             | Francia                                                              | 69 - 61 dts                                                          | Italia                                                               | Amichevole                                                           | 5                                                                    | [ 4 ]                                                                |
| 2-6-2021                                                             | Mulhouse                                                             | Francia                                                              | 70 - 53                                                              | Italia                                                               | Amichevole                                                           | 7                                                                    | [ 5 ]                                                                |
| 1-6-2022                                                             | Melilla                                                              | Spagna                                                               | 60 - 49                                                              | Italia                                                               | Torneo amichevole                                                    | 0                                                                    | [ 6 ]                                                                |
| 2-6-2022                                                             | Melilla                                                              | Belgio                                                               | 60 - 77                                                              | Italia                                                               | Torneo amichevole                                                    | 10                                                                   | [ 7 ]                                                                |
| 17-6-2022                                                            | Cividale del Friuli                                                  | Italia                                                               | 83 - 70                                                              | Slovenia                                                             | Torneo amichevole                                                    | 18                                                                   | [ 8 ]                                                                |
| 19-6-2022                                                            | Cividale del Friuli                                                  | Italia                                                               | 46 - 54                                                              | Spagna                                                               | Torneo amichevole                                                    | 12                                                                   | [ 9 ]                                                                |
| 24-11-2022                                                           | Napoli                                                               | Italia                                                               | 78 - 29                                                              | Svizzera                                                             | Qual. Euro 2023 - Girone H                                           | 6                                                                    | [ 10 ]                                                               |
| 27-11-2022                                                           | Napoli                                                               | Italia                                                               | 81 - 60                                                              | Slovacchia                                                           | Qual. Euro 2023 - Girone H                                           | 8                                                                    | [ 11 ]                                                               |
| 9-2-2023                                                             | Lussemburgo                                                          | Lussemburgo                                                          | 51 - 109                                                             | Italia                                                               | Qual. Euro 2023 - Girone H                                           | 11                                                                   | [ 12 ]                                                               |
| 12-2-2023                                                            | Friburgo                                                             | Svizzera                                                             | 63 - 79                                                              | Italia                                                               | Qual. Euro 2023 - Girone H                                           | 6                                                                    | [ 13 ]                                                               |
| 3-6-2023                                                             | Atene                                                                | Croazia                                                              | 57 - 82                                                              | Italia                                                               | Torneo amichevole                                                    | 0                                                                    | [ 14 ]                                                               |
| 4-6-2023                                                             | Atene                                                                | Italia                                                               | 93 - 40                                                              | Grecia                                                               | Torneo amichevole                                                    | 7                                                                    | [ 15 ]                                                               |
| 11-6-2023                                                            | Pordenone                                                            | Italia                                                               | 65 - 70                                                              | Germania                                                             | Amichevole                                                           | 0                                                                    | [ 16 ]                                                               |
| 15-6-2023                                                            | Tel Aviv                                                             | Italia                                                               | 58 - 61                                                              | Rep. Ceca                                                            | EuroBasket 2023 - Primo turno, Gruppo B                              | 2                                                                    | [ 17 ]                                                               |
| 16-6-2023                                                            | Tel Aviv                                                             | Israele                                                              | 68 - 88                                                              | Italia                                                               | EuroBasket 2023 - Primo turno, Gruppo B                              | 0                                                                    | [ 18 ]                                                               |
| 18-6-2023                                                            | Tel Aviv                                                             | Belgio                                                               | 72 - 64                                                              | Italia                                                               | EuroBasket 2023 - Primo turno, Gruppo B                              | -                                                                    | [ 19 ]                                                               |
| 19-6-2023                                                            | Tel Aviv                                                             | Montenegro                                                           | 63 - 49                                                              | Italia                                                               | EuroBasket 2023 - Ottavi di finale                                   | -                                                                    | [ 20 ]                                                               |
| 9-11-2023                                                            | Vigevano                                                             | Italia                                                               | 76 - 67                                                              | Grecia                                                               | Qual. Euro 2025 - Girone I                                           | 2                                                                    | [ 21 ]                                                               |
| 12-11-2023                                                           | Amburgo                                                              | Germania                                                             | 53 - 70                                                              | Italia                                                               | Qual. Euro 2025 - Girone I                                           | 10                                                                   | [ 22 ]                                                               |
| 7-11-2024                                                            | Genova                                                               | Italia                                                               | 68 - 47                                                              | Rep. Ceca                                                            | Qual. Euro 2025 - Girone I                                           | 6                                                                    | [ 23 ]                                                               |
| 10-11-2024                                                           | Chalkida                                                             | Grecia                                                               | 56 - 45                                                              | Italia                                                               | Qual. Euro 2025 - Girone I                                           | 7                                                                    | [ 24 ]                                                               |
| 6-2-2025                                                             | Faenza                                                               | Italia                                                               | 79 - 60                                                              | Germania                                                             | Qual. Euro 2025 - Girone I                                           | 4                                                                    | [ 25 ]                                                               |
| 9-2-2025                                                             | Brno                                                                 | Rep. Ceca                                                            | 74 - 69                                                              | Italia                                                               | Qual. Euro 2025 - Girone I                                           | 5                                                                    | [ 26 ]                                                               |
| 23-5-2025                                                            | Mons                                                                 | Belgio                                                               | 83 - 70                                                              | Italia                                                               | Amichevole                                                           | 2                                                                    | [ 27 ]                                                               |
| 25-5-2025                                                            | Kortrijk                                                             | Belgio                                                               | 64 - 61                                                              | Italia                                                               | Amichevole                                                           | 2                                                                    | [ 28 ]                                                               |
| 31-5-2025                                                            | Inca                                                                 | Grecia                                                               | 52 - 65                                                              | Italia                                                               | Torneo amichevole                                                    | 2                                                                    | [ 29 ]                                                               |
| 1-6-2025                                                             | Inca                                                                 | Spagna                                                               | 57 - 42                                                              | Italia                                                               | Torneo amichevole                                                    | 4                                                                    | [ 30 ]                                                               |
| 11-6-2025                                                            | Brno                                                                 | Rep. Ceca                                                            | 67 - 68                                                              | Italia                                                               | Amichevole                                                           | 0                                                                    | [ 31 ]                                                               |
| 13-6-2025                                                            | Castenaso                                                            | Italia                                                               | 79 - 41                                                              | Montenegro                                                           | Amichevole                                                           | 8                                                                    | [ 32 ]                                                               |
| 18-6-2025                                                            | Bologna                                                              | Serbia                                                               | 61 - 70                                                              | Italia                                                               | EuroBasket 2025 - Girone B                                           | -                                                                    | [ 33 ]                                                               |
| 19-6-2025                                                            | Bologna                                                              | Italia                                                               | 77 - 66                                                              | Slovenia                                                             | EuroBasket 2025 - Girone B                                           | -                                                                    | [ 34 ]                                                               |
| 21-6-2025                                                            | Bologna                                                              | Italia                                                               | 65 - 51                                                              | Lettonia                                                             | EuroBasket 2025 - Girone B                                           | 4                                                                    | [ 35 ]                                                               |
| 24-6-2025                                                            | Atene                                                                | Italia                                                               | 76 - 74 dts                                                          | Turchia                                                              | EuroBasket 2025 - Quarti di finale                                   | 3                                                                    | [ 36 ]                                                               |
| 27-6-2025                                                            | Atene                                                                | Italia                                                               | 64 - 66                                                              | Belgio                                                               | EuroBasket 2025 - Semifinale                                         | 11                                                                   | [ 37 ]                                                               |
| 29-6-2025                                                            | Atene                                                                | Francia                                                              | 54 - 69                                                              | Italia                                                               | EuroBasket 2025 - Finale 3º posto                                    | 5                                                                    | 3º posto                                                             |
| Totale                                                               |                                                                      | Presenze                                                             | 35                                                                   |                                                                      | Punti                                                                | 167                                                                  |                                                                      |

## Palmarès
- Campionato italiano: 2
Famila Schio: 2018-19
Reyer Venezia: 2023-2024
- Supercoppa italiana: 2
Famila Schio: 2018, 2019
Reyer Venezia: 2024